# Skeyton
Skeyton är en civil parish i Storbritannien.   Den ligger i grevskapet Norfolk och riksdelen England, i den sydöstra delen av landet, 170 km nordost om huvudstaden London. Antalet invånare är 200. Arean är 5,3 kvadratkilometer.
Terrängen i Skeyton är mycket platt.